# 阿列塔
阿列塔（西班牙語：Arrieta）是西班牙巴斯克自治区比斯开省的一个市镇。总面积15平方公里，总人口521人（2001年），人口密度35人/平方公里。